# Кул (Техас)
Кул (англ. Cool) — місто (англ. city) в США, в окрузі Паркер штату Техас. Населення — 211 особа (2020).

## Географія
Кул розташований за координатами 32°47′54″ пн. ш. 98°0′44″ зх. д. / 32.79833° пн. ш. 98.01222° зх. д. (32.798325, -98.012297).  За даними Бюро перепису населення США в 2010 році місто мало площу 4,28 км², з яких 4,27 км² — суходіл та 0,01 км² — водойми.

## Демографія
Згідно з переписом 2010 року, у місті мешкало 157 осіб у 70 домогосподарствах у складі 47 родин. Густота населення становила 37 осіб/км².  Було 85 помешкань (20/км²).
Расовий склад населення:
| - 96,2 % — білих - 0,6 % — корінних американців - 1,3 % — осіб інших рас |

До двох чи більше рас належало 1,9 %. Частка іспаномовних становила 14,0 % від усіх жителів.
За віковим діапазоном населення розподілялося таким чином: 19,7 % — особи молодші 18 років, 56,1 % — особи у віці 18—64 років, 24,2 % — особи у віці 65 років та старші. Медіана віку мешканця становила 49,2 року. На 100 осіб жіночої статі у місті припадало 96,2 чоловіків;  на 100 жінок у віці від 18 років та старших — 100,0 чоловіків також старших 18 років.
Середній дохід на одне домашнє господарство  становив 55 979 доларів США (медіана — 41 250), а середній дохід на одну сім'ю — 63 659 доларів (медіана — 46 667). За межею бідності перебувало 20,3 % осіб, у тому числі 27,1 % дітей у віці до 18 років та 11,6 % осіб у віці 65 років та старших.
Цивільне працевлаштоване населення становило 100 осіб. Основні галузі зайнятості: освіта, охорона здоров'я та соціальна допомога — 20,0 %, мистецтво, розваги та відпочинок — 17,0 %, сільське господарство, лісництво, риболовля — 13,0 %, науковці, спеціалісти, менеджери — 11,0 %.